# マドリードの行政区

マドリードの行政区の地図

マドリードの行政区 （Distritos de Madrid）では、スペイン、マドリードの行政区について示す。マドリードには21の行政区があり、さらに128の地区に分けられている。現在の編成は1988年に確定したものである。

## 行政上の区画

### 行政区と地区
1. セントロ (マドリード): パラシオ、エンバハドーレス、コルテス、フスティシア、ウニベルシダー、ソル
2. アルガンスエラ: インペリアル、ラス・アカシアス、ラ・チョペーラ、レガスピ、ラス・デリシアス、パロス・デ・モゲール、アトーチャ
3. レティーロ: パシフィコ、アデルファス、エストレージャ、イビサ、ヘロニモス、ニーニョ・ヘスス
4. サラマンカ (マドリード): レコレトス、ゴヤ、パルケ・デ・ラス・アベニーダス、フエンテ・デル・ベーロ、ギンダレラ、リスタ、カステリャーナ
5. チャマルティン: エル・ビソ、プロスペリダ、シウダ・ハルディン、イスパノアメリカ、ヌエバ・エスパーニャ、カスティージャ
6. テトゥアン (マドリード): ベジャス・ビスタス、クアトロ・カミーノス、カスティリェホス、アルメナーラ、バルデアセデーラス、ベルゲーテ
7. チャンベリ: ガスタンビーデ、アラピーレス、トラファルガル、アルマグロ、バジェエルモーソ、リオス・ロサス
8. フエンカラル＝エル・パルド: エル・パルド、フエンテラレイーナ、ペニャグランデ、バリオ・デル・ピラール、ラ・パス、バルベルデ、ミラシエラ、エル・ゴロソ
9. モンクロア＝アラバカ: カサ・デ・カンポ、アルグエリェス、シウダ・ウニベルシタリア・デ・マドリー、バルデサルサ、バルデマリン、エル・プランティーオ、アラバーカ
10. ラティーナ (マドリード): ロス・カルメネス、プエルタ・デル・アンヘル、ルセーロ、アルチェ、ラス・アギラス、カンパメント、クアトロ・ビエントス
11. カラバンチェル: コミージャス、オパネル、サン・イシドロ、ビスタ・アレグレ、プエルタ・ボニータ、ブエナビスタ、アブランテス
12. ウセラ: オルカシータス、オルカスール、サン・フェルミン、アルメンドラーレス、モスカルドー、ソフィーオ、プラドロンゴ
13. プエンテ・デ・バリェカス: エントレビーアス、サン・ディエゴ、パロメーラス・バハス、パロメーラス・スレステ、ポルタスゴ、ヌマンシア
14. モラタラス: パボーネス、オルカホ、マロキーナ、メディア・レグア、フォンタロン、ビナテーロス
15. シウダー・リネアル: ベンタス、プエブロ・ヌエボ、キンターナ、コンセプシォン、サン・パスクアル、サン・フアン・バウティスタ、コリーナ、アタラージャ、ピナル・デ・チャマルティン
16. オルタレサ: パロマス、バルデフエンテス、カニリャス、ピナル・デル・レイ、アポストル・サンティアゴ、ピオベラ
17. ビリャベルデ: ビジャベルデ・アルト、サン・クリストーバル・デ・ロス・アンヘレス、ブタルケ、ロス・ロサーレス
18. ビリャ・デ・バリェカス: カスコ・イストリコ・デ・バリェカス、サンタ・エウヘニア
19. ビカルバロ: カスコ・イストリコ・デ・ビカルバロ、アンブロス
20. サン・ブラス: シマンカス、エジン、アンポスタ、アルコス、ロサス、レハス、カニジェハス、サルバドール
21. バラハス: パルケ・デ・エル・カプリチョ、アエロプエルト、カスコ・イストリコ・デ・バラハス、ティモン、コラレホス